# Васильево (Зеленодольский район)
Васи́льево (тат. Васил) — посёлок городского типа в Зеленодольском районе Республики Татарстан Российской Федерации. Образует муниципальное образование посёлок городского типа Васильево со статусом городского поселения как единственный населённый пункт в его составе.
Васильево является крупнейшим посёлком городского типа в Татарстане, в последнее время неоднократно ставился вопрос о его включении в состав города Казани.

## География
Расположен на северо-западе республики, на левом берегу Волги у устья Сумки, в 10 км к востоку от центра города Зеленодольска и в 25 км к западу от центра столицы республики Казани (в 13 км от ближайшего пригорода Юдина).
C юга посёлок ограничен Куйбышевским водохранилищем, с севера ограничен бывшей протокой Карасихой, в середине XX века превращённой в ряд болотистых озёр из-за постройки мостков через неё.

## Климат
В поселке континентальный климат, умеренный пояс.
Средняя температура января −11 °C, средняя температура июля +18 °C
Среднегодовая температура +3,5 °C.

## История
Васильево было основано в XVII веке. По одной из версий, посёлок получил своё название в честь одного знаменитого разбойника по имени Василий, перебравшегося сюда с берегов Вятки и некогда бродившего в местных краях, грабя проезжавших мимо купцов. Василий основал здесь село. В переводе с марийского Васильево — Вас сола — село Василия.
В 1693 году вошло в состав Раифской пустыни. Известно, что на территории современного посёлка существовало два поселения — Васильево и Одинцово; последнее располагалось где-то в устье Сумки, в районе улиц Калинина, Ленина и Спортивная.
Приблизительно на рубеже 1850-х — 1860-х годов Васильево вошло в состав Ильинской волости. В XIX веке происходит заметный рост населения, заметен экономический скачок в начале XX столетия, что связано с развитием промышленности и строительством железной дороги в 1893 году. В мае 1893 года состоялись торги расположенных в селе Васильево у самой железной дороги земельных участков (территория нынешнего санатория «Васильевский»). Летом на дачах проживали купцы. С 1894 года начал работать дачный комитет, строительство дач развернулось в 1895 году. В том же, 1894 году произошло открытие железнодорожной станции Васильево.
В 1872 году в селе Васильево началось строительство каменной церкви в честь Воздвижения Честного и Животворящего Креста Господня, в которой 25 июля 1897 года (по новому стилю) в день празднования иконы Божией Матери «Троеручица», была совершена Божественная литургия святым праведным Иоанном Кронштадтским.
| Год  | Число дворов | Душ мужского пола | Душ женского пола | Общая численность |
| ---- | ------------ | ----------------- | ----------------- | ----------------- |
| 1859 | 76 дворов    | 310               | 369               | 679 душ           |
| 1879 | 150 дворов   | 334               | 426               | 760 душ           |
| 1897 | неизвестно   | 513               | 563               | 1076 душ          |

В 1928 году Васильево стало посёлком городского типа.
До 1938 года посёлок находился в составе Арского кантона, в период с 1938 по 1958 — в составе Юдинского района. В 1928 году в посёлке насчитывалось 300 домов, располагались: 1 амбулатория, начальная школа, дом отдыха на 200—300 человек, стеклозавод, с 1926 года — лесозавод. К 1953 году — 1257 домов, открыты микрорайоны: Новый мир, Жилкооперация, Леваневского, Лесокомбинат.
В 1980-е годы в Васильеве действовал серийный убийца и людоед Алексей Суклетин. Он работал дачным сторожем и завлекал жертв к себе домой, где насиловал, убивал и употреблял в пищу. В 1985 году маньяк был арестован, а в 1986 году приговорён к смертной казни. Приговор был приведён в исполнение.

## Население
| 1763    | 1859    | 1879    | 1897    | 1914    | 1920    | 1926    | 1940    | 1959    | 1968    | 1970    |
| ------- | ------- | ------- | ------- | ------- | ------- | ------- | ------- | ------- | ------- | ------- |
| 118     | ↗679    | ↗760    | ↗1076   | ↗1506   | ↘1355   | ↗1591   | ↗10 176 | ↗14 545 | ↗19 900 | ↘18 332 |
| 1979    | 1989    | 1993    | 2000    | 2001    | 2002    | 2003    | 2004    | 2005    | 2006    | 2007    |
| ↗19 638 | ↘18 776 | ↘18 000 | ↘17 059 | ↘16 900 | ↘16 846 | ↘16 790 | ↘16 750 | ↘16 730 | ↗16 765 | ↗16 859 |
| 2008    | 2009    | 2010    | 2011    | 2012    | 2013    | 2014    | 2015    | 2016    | 2017    | 2018    |
| ↗16 860 | ↗16 861 | ↗16 953 | ↗16 964 | ↗17 085 | ↗17 198 | ↗17 300 | ↗17 420 | ↗17 534 | ↘17 341 | ↘17 082 |
| 2019    | 2020    | 2021    |         |         |         |         |         |         |         |         |
| ↘16 893 | ↘16 797 | ↗17 286 |         |         |         |         |         |         |         |         |

В 1960-е годы численность населения Васильево достигала 20 тысяч жителей, к концу 1990-х годов снизилась до 18 тысяч человек. До начала 2000-х наблюдался заметный спад числа жителей. На данный момент население посёлка медленно продолжает свой рост.
Говоря о населении, стоит разграничивать численность населения постоянных жителей Васильево, и суммарную численность прописанного населения и дачников: численность прописанного в посёлке населения — 17 тыс. жителей, с учётом дачников, население достигает 50 тыс. человек.
Только 1/3 населения посёлка проживает в частных домах.
От общей численности населения посёлка русские составляют 69,3 %, татары — 27,7 %, чуваши — 1,2 %, другие национальности — 1,8 %. Конфессиональный состав складывается следующим образом: православные христиане — 72 %, мусульмане — 28 %.

## Экономика
- промышленные предприятия: АО «Васильевский стекольный завод», ПАО «Васильевский хлебозавод»,
- строительные организации:, Учреждение «Курортремстрой», ООО «Восход», ООО "Мостопоезд-33
- также такие организации, как АО «Васильевская нефтебаза», ГБУ РТ «Зеленодольское лесничество», ГБУ РТ «Васильеволес», Зеленодольские РЭС, Горгаз, железнодорожная станция, водозабор, пожарная часть, Васильевский ОВД и другие.

В посёлке расположены санатории «Васильевский» и «Сосновый Бор». На территории санатория «Васильевский» действует гостинично-спортивная база баскетбольного клуба УНИКС.
Васильевский стекольный завод — единственное в России предприятие, владеющее секретом производства термостойкого боросиликатного стекла. Завод был основан в 1901 году, и поначалу являлся фабрикой по выпуску бутылок всех сортов. На выставке в Париже, в 1908 году продукция фабрики получила Большую золотую медаль. В 1922 году предприятие переименовали в стекольный завод «Победа Труда». В 1997 году Министерство торговли Республики Татарстан наградило предприятие дипломом за третье место на выставке-конкурсе «Лучший сувенир». Сегодня предприятие выпускает более 400 наименований химико-лабораторной посуды (химической посуды) и товаров народного потребления.

## Транспорт
Железнодорожная станция Васильево и остановочные пункты 771 км, 766 км, Атлашкино на линии Казань — Зелёный Дол, пригородные электропоезда. Пристань на Волге (Казань — Васильево, Зеленодольск — Васильево, Казань — Васильево — Свияжск). Имеется автовокзал. По посёлку курсируют автобусы:
- «ЖД Вокзал — Дом ветеранов»
- «ЖД Вокзал — сан. Сосновый Бор»
- 110 Казань-2 (Восстание-Пассажирская) — Автовокзал(пос. Васильево)
- 402 Автовокзал Центральный (Зеленодольск) — Автовокзал (пос. Васильево)
- 101 Горьковское шоссе (Казань) — Сады Текстильщик (Летний)
- 410 пос. Бишня — Раифский монастырь — Автовокзал (пос. Васильево).

М7 — федеральная трасса «Волга» — проходит немного (6 км) севернее посёлка.

### Остановки
Список: Дом ветеранов, Баня, Лесокомбинат, ул. Ленина, Первый номер, ул. Школьная, Стекольный завод, Поселковый Совет, ул. Свободы, Милиция, ул. Леваневского, Станция 766 км, ЖД Вокзал, Автовокзал, санаторий Сосновый Бор, ул. Космонавтов (или Мехколонна), ул. Солнечная, Сады Текстильщик, Сады Синтез.
- Железнодорожный вокзал (здание построено в 1936 году)
- Остановка «Лесокомбинат»
- Остановка «улица Ленина»
- Крестовоздвиженская церковь

## Культура, образование, здравоохранение

### Образование
В 1945 году в посёлке Васильево был создан Лесной техникум железнодорожного транспорта, преобразованный в 1954 году в Васильевский Лесной техникум железнодорожного транспорта, в 1962 году — в Васильевский автомеханический техникум. В 1986 году данное учебное заведение было переведено в Казань и стало называться Казанским автотранспортным техникумом. (По имеющейся информации перевод был осуществлён после того, как здание техникума сгорело.)
На данный момент в посёлке функционируют три общеобразовательных учреждения: ГБОУ «Васильевская кадетская школа- интернат имени Героя Советского Союза Николая Волостнова», МБОУ «Васильевская средняя общеобразовательная школа № 2 имени Героя Советского Союза Николая Соболева», Средняя общеобразовательная школа № 3, шесть детских садов, крупная библиотека, спортивная, музыкальная, художественная и две религиозные школы.

### Культура
Дом культуры, один православный храм, две мечети. Также есть художественная, музыкальная и детско-юношеская спортивная школы. При храме действует Воскресная школа.

### Здравоохранение
Васильевская районная больница обслуживает около 42-х тысяч населения Зеленодольского района (часть района между городами Казань и Зеленодольск). Имеет в своём составе стационарные отделения (терапевтическое, кардиологическое, хирургическое, гинекологическое и отделение дневного пребывания), отделение скорой медицинской помощи, поликлинические отделения (поликлиника взрослая, детская, стоматологическая, женская консультация).

## Достопримечательности
В Васильево расположен ряд известных за пределами края достопримечательностей. К последним можно причислить такие объекты, как:
- Дом-музей Константина Васильева[36].
- Волжский участок Волжско-Камского заповедника (в 4 км от посёлка)
- Раифский Богородицкий монастырь (в 8,5 км)
- Горнолыжный курорт
- Васильевская колония цапель (самая большая в Европе)
- Санатории «Васильевский» и «Сосновый Бор»

Местными достопримечательностями можно назвать Крестовоздвиженскую церковь, построенную в 1872 году, местные водоёмы (река Волга и Сумка), болотистые озёра и сосновые леса. До 90-х годов минувшего столетия в Васильево располагался профилакторий, заброшенный из-за кризиса в стране. Здание профилактория было окончательно уничтожено несколькими годами ранее, на этом месте ныне располагаются коттеджи.
- Храм Воздвижения Креста Господня

Благодаря своему географическому положению, Васильево имеет возможность стать туристическим «узлом» Западного Татарстана. Посёлок окружён самыми разными архитектурными и историческими достопримечательностями Поволжья: в нескольких километрах к северу располагаются Раифский Богородицкий монастырь, Волжско-Камский заповедник, к югу — Остров-град Свияжск.